# Neopăgânism

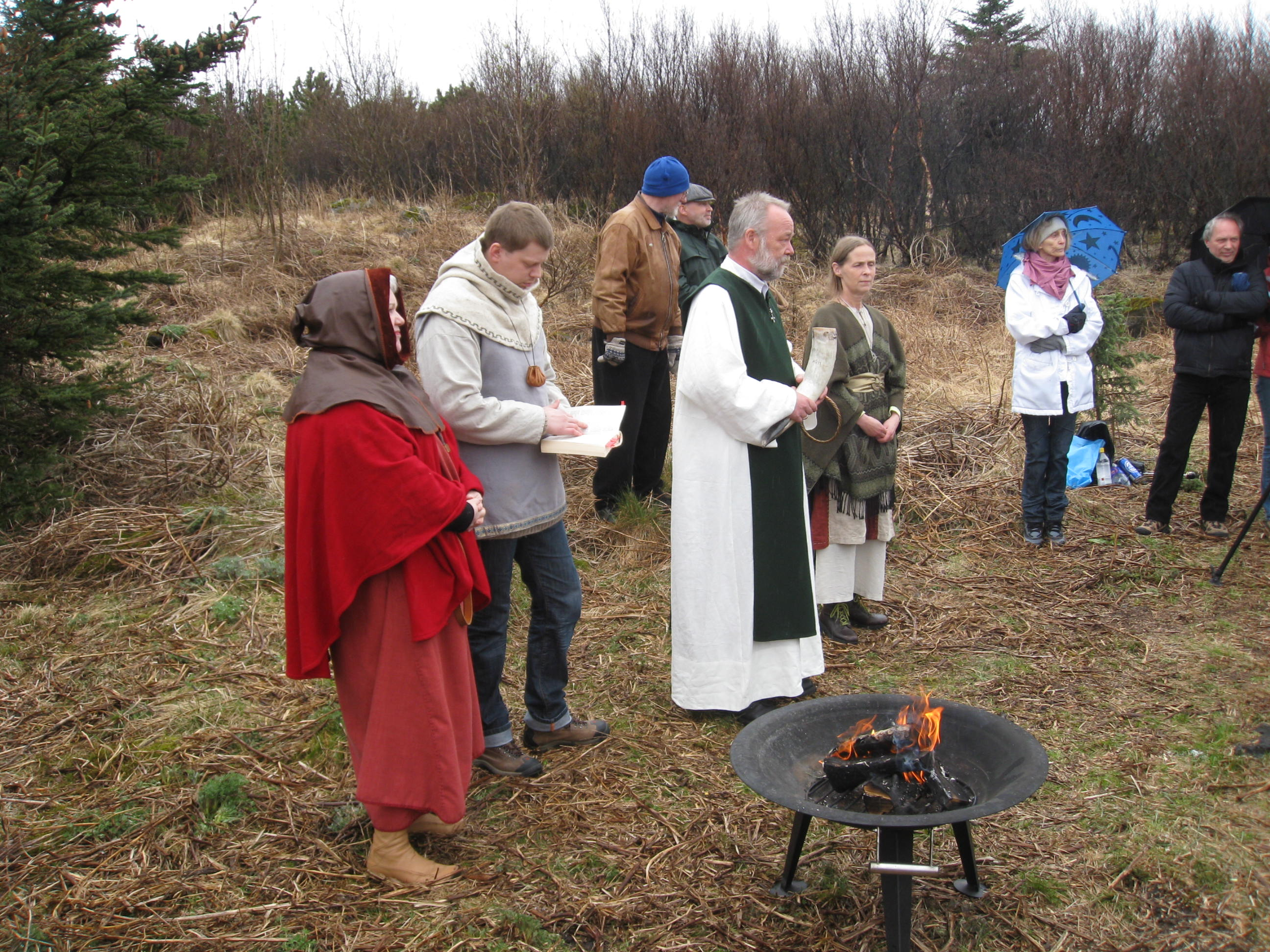
Un ritual din cadrul neopăgânismului germanic sau Asatru.

Neopăgânismul, cunoscut și sub denumirile de păgânism modern sau păgânism contemporan, se referă la mișcarea de recuperare a credințelor pre-creștine din zonele creștinate, asumându-și în același timp numele de „păgân”, atribuit acestora în primul val de creștinare al Imperiului Roman.
Religiile păgâne contemporane nu au în comun un text religios sau o divinitate/un grup de divinități, ci preiau diverse credințe istorice și formează sub-diviziuni și micro-religii localizate.
Această mișcare neopăgână a fost inițiată la sfârșitul secolului al XX-lea în Statele Unite ale Americii și în Europa din necesitatea oamenilor de a-și regăsi vechile credințe etnice strămoșești. De obicei, aceste religii au drept caracteristici venerarea unor zeități ale naturii asociate cu elemente ca focul, apa, aerul și pământul, motiv pentru care ritualurile au loc de cele mai multe ori în păduri, câmpii sau munți, la momente precum echinocțiul sau solstițiul. De asemenea alte caracteristici ale acestor religii ar fi folosirea și practicarea magiei, idolatria și credința în concepte împrumutate din alte religii precum reîncarnarea sau spiritul animal. Principalele religii neopăgâne sunt: Elenismul (neopăgânismul grec), Nova Roma (neopăgânismul italo-roman), Druidismul (neopăgânismul celtic), Asatru (neopăgânismul germanic), Kemetismul (neopăgânismul egiptean), Rodnoveria (neopăgânismul slav), Yotengrit (neopăgânismul maghiar) și Zalmoxianismul (neopăgânismul geto-dacic). Cu toate acestea, deoarece împărtășesc credințe asemănătoare, în categoria religiilor neopăgâne se numără și religii noi precum Wicca.

## Neopăgânismul în România
În România, neopăgânismul pătrunde, în faza debutantă prin intermediul workshop-urilor de prezentare. Federația Păgână Internațională (PFI) a organizat, în anul 2004, la Brasov primul curs de vrăjitorie Wicca în România, intitulat Primii pași pe acest drum (23-24 august 2010). Cursul a fost organizat de Morgana Sythove, coordonatoarea internațională a Federatiei Pagane Internationale și de Saddie, implicată în organizarea PFI în Ungaria.
În anul 2004 apare revista on-line MoonLight Grove, care se intitula prima revistă Wicca în limba română.
Din anul 2002, a devine vizibil pe internet grupul Romanian Coven. Grupul a fost activ și anul următor, când emiteau un Newsletter și organizau întâlniri lunare în București, detaliile acestora fiind comunicate, prin email, membrilor înregistrați.
De asemenea, există un grup intitulat Romanian Wiccans care ține legătura cu cei interesați prin intermediul grupului online de discuții.
Până in anul 2008 a existat Societatea Gebeleizis. Scopul Societății Gebeleizis este investigarea, cercetarea și recuperarea tradițiilor și obiceiurilor populare, a valorilor autentic traco-dace, a istoriei vechi a traco-dacilor, cunoașterea acesteia și creșterea noii generații de cetățeni români în spiritul acestor valori.
În anii următori, în România încep să își facă apariția comunități păgâne, reprezentate de organizații și site-uri ca Flacăra Neagră (satanismul tradițional și demonolatrie), Bucuria Lui Satan și Biserica Satanistă Română – BSR (satanismul modern).
În data de 24 iunie 2016 se înființează prima structură asociativă cu caracter cultural-religios, avand ca scop principal ridicarea nivelului spiritual al oamenilor prin popularizarea informațiilor despre cultele păgân și a stiințelor ezoterice, denumită Asociația THE NEW PAGAN DAWN.

## Galerie

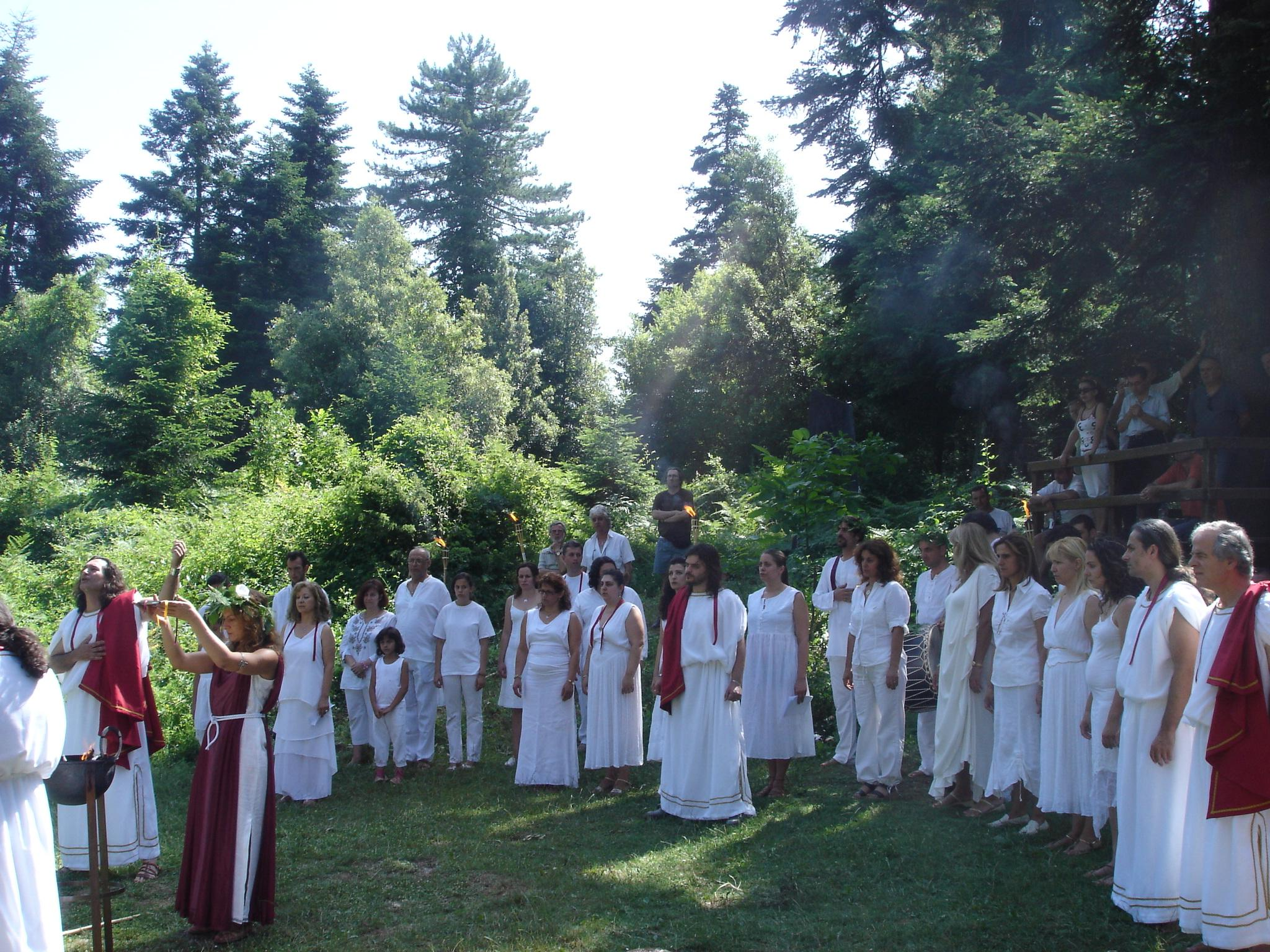
Ritual elenist în Grecia.
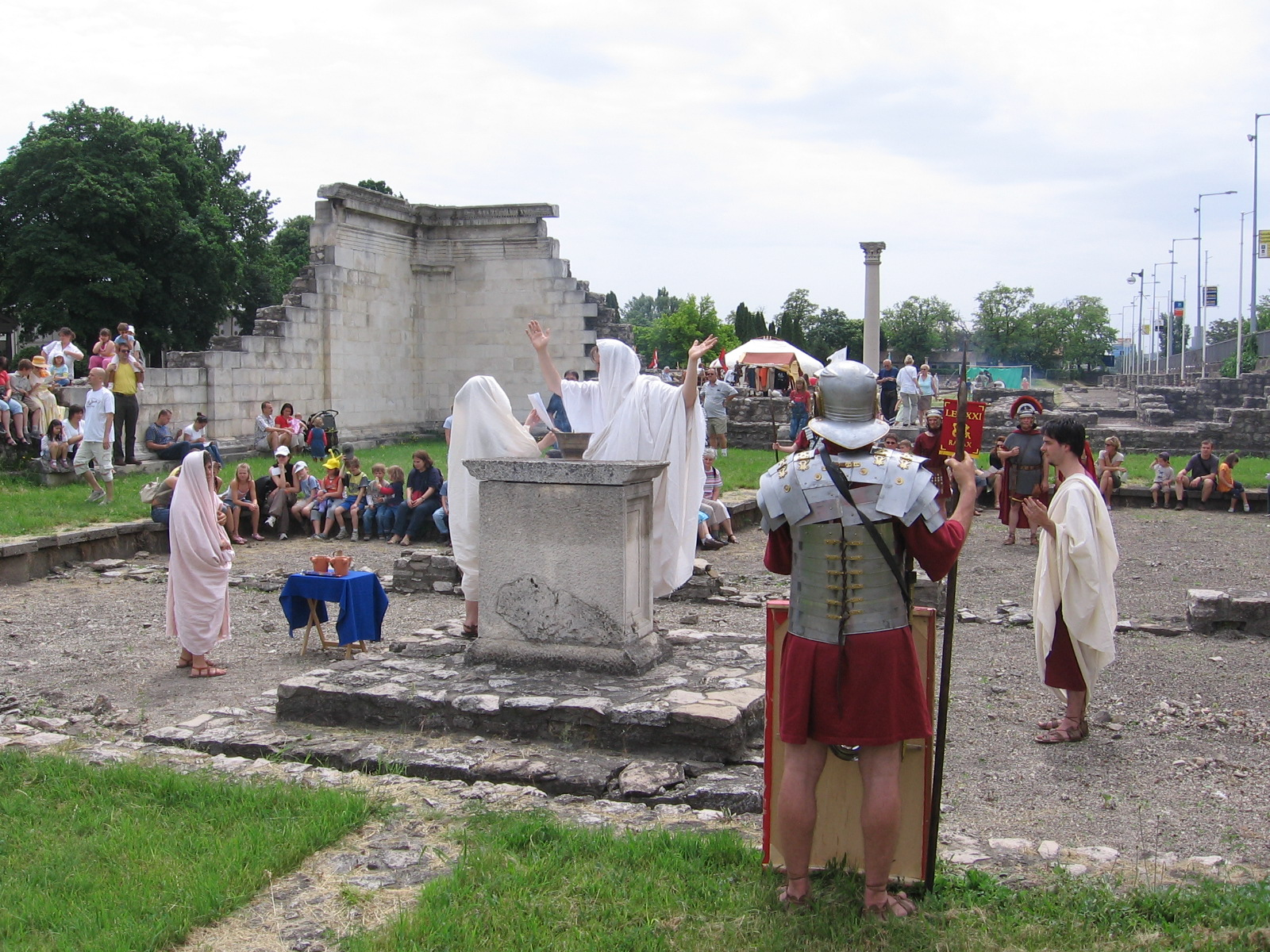
Ritual roman în vechea fortificație Aquincum, Ungaria.
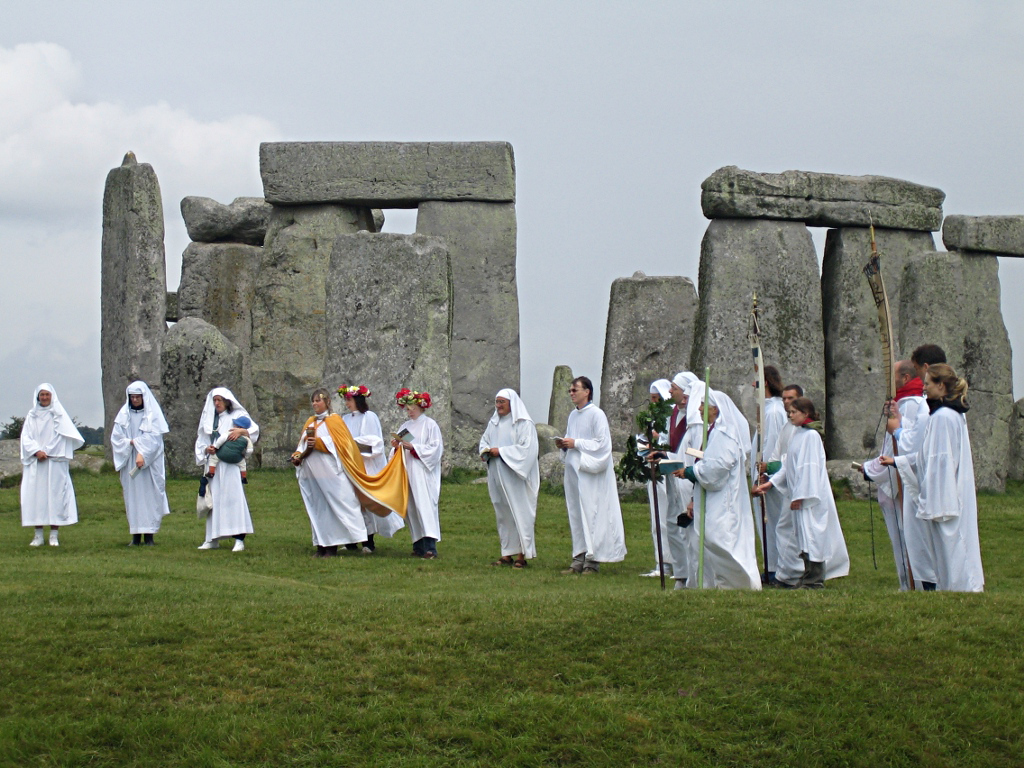
Ritual druidist la Stonehenge, Marea Britanie.
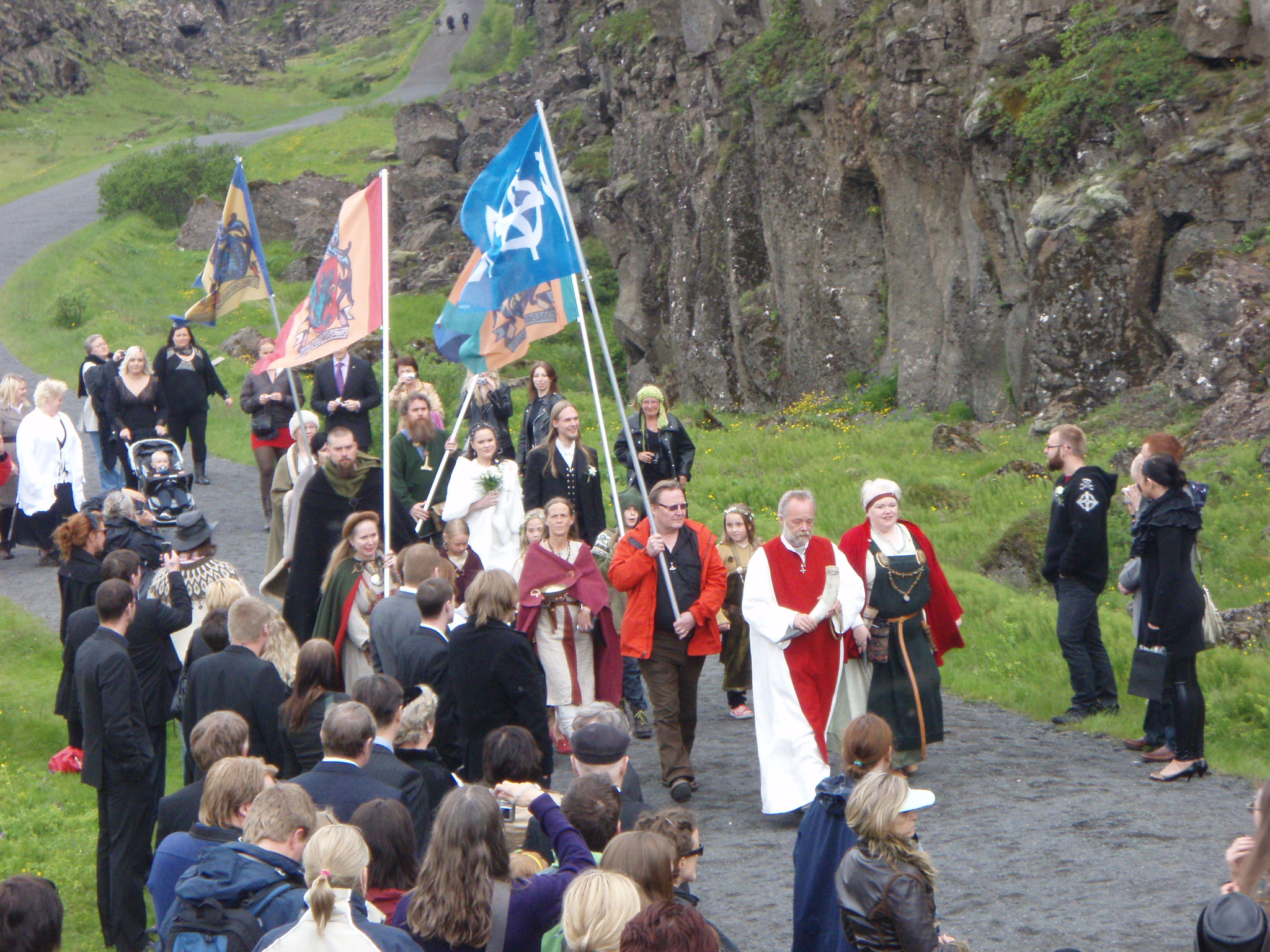
Ritual Asatru în Islanda.
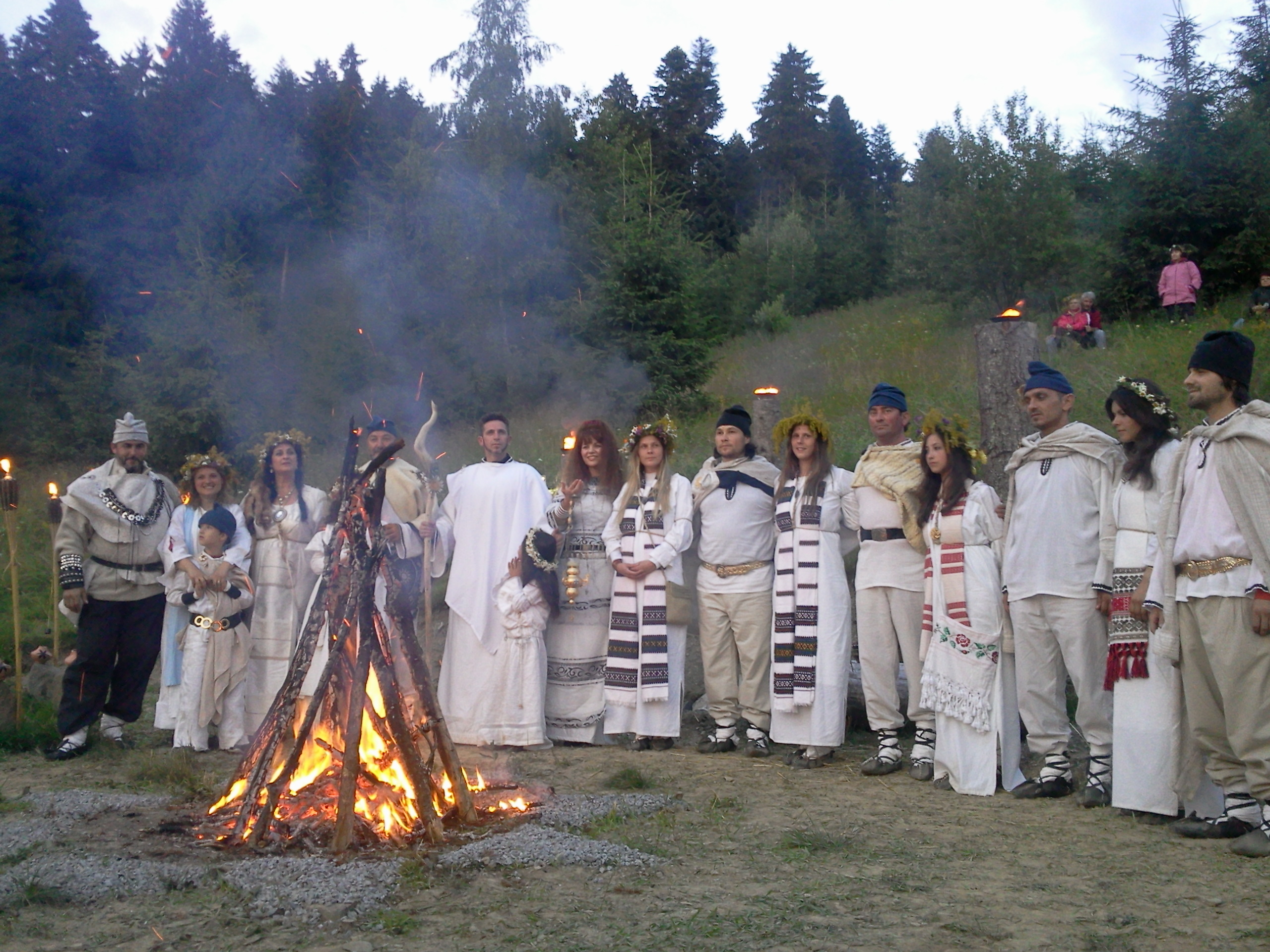
Ritual zamolxian în România.
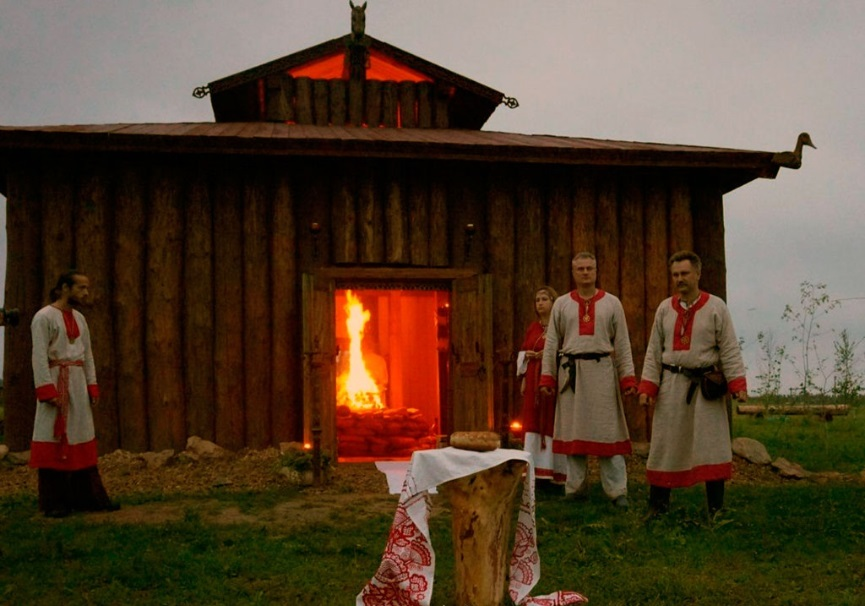
Ritualul slav (Rodnover) al focului sacru într-un templu, Rusia.
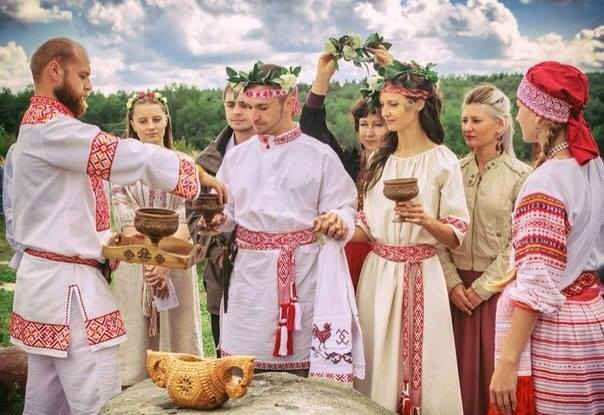
Ritual (nuntă) Rodnover în Rusia.
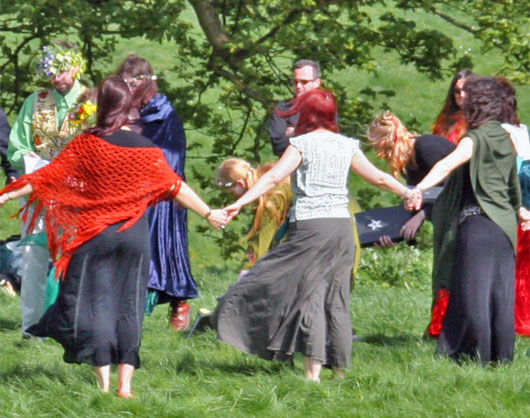
Ritual wiccan în Marea Britanie.